# Трейсі Майклз
Трейсі Майклз (англ. Traci Michaelz; 5 травня 1974 — 13 червня 2008) — американський музикант, найбільш відомий як барабанщик і один із засновників голлівудського глем-панк гурту Peppermint Creeps (1997—2008).
До Peppermint Creeps грав у Heart Throb Mob, Candy Apple Queenz, Glamvestite Vampires, Tragedy, Velvet Dog, але великого успіху ці гурти не добилися.
13 червня 2008 року, в п'ятницю, з невідомих причин помер після концерту в Техасі.